# Primera División de España 1994-95
La temporada 1994-95 de la Primera división española de fútbol corresponde a la 64.ª edición del campeonato. Comenzó el 3 de septiembre de 1994 y acabó el 18 de junio de 1995.
El Real Madrid se proclamó campeón cinco años después, rompiendo la racha triunfal del F. C. Barcelona. Vigesimosexto título para el club merengue.

## Clubes participantes y estadios
Tomaron parte en el torneo veinte clubes, entre ellos, un debutante en la máxima categoría: la Sociedad Deportiva Compostela, de Santiago. Fue además la última temporada en que el R.C.D. Español compitió bajo ese nombre. A partir de la temporada siguiente, y tras el cambio de nombre ocurrido en medio de esta temporada (en febrero de 1995), el club será conocido como R. C. D. Espanyol.
| Equipo                           | Ciudad                 | Estadio                   | Asistencia media |
| -------------------------------- | ---------------------- | ------------------------- | ---------------- |
| Albacete Balompié                | Albacete               | Carlos Belmonte           | 10.368           |
| Athletic Club                    | Bilbao                 | San Mamés                 | 32.369           |
| Club Atlético de Madrid          | Madrid                 | Vicente Calderón          | 41.894           |
| Fútbol Club Barcelona            | Barcelona              | Camp Nou                  | 87.744           |
| Real Betis Balompié              | Sevilla                | Benito Villamarín         | 31.356           |
| Real Club Celta de Vigo          | Vigo                   | Balaídos                  | 22.736           |
| Sociedad Deportiva Compostela    | Santiago de Compostela | San Lázaro                | 9.789            |
| Real Club Deportivo de La Coruña | La Coruña              | Riazor                    | 26.736           |
| Real Club Deportivo Español      | Barcelona              | Sarriá                    | 25.315           |
| Club Deportivo Logroñés          | Logroño                | Las Gaunas                | 9.552            |
| Real Oviedo Club de Fútbol       | Oviedo                 | Carlos Tartiere           | 15.756           |
| Real Racing Club de Santander    | Santander              | El Sardinero              | 16.813           |
| Real Madrid Club de Fútbol       | Madrid                 | Santiago Bernabeu         | 90.421           |
| Real Sociedad de Fútbol          | San Sebastián          | Anoeta                    | 18.855           |
| Sevilla Fútbol Club              | Sevilla                | Ramón Sánchez Pizjuán     | 39.473           |
| Real Sporting de Gijón           | Gijón                  | El Molinón                | 18.500           |
| Club Deportivo Tenerife          | Santa Cruz de Tenerife | Heliodoro Rodríguez López | 16.557           |
| Valencia Club de Fútbol          | Valencia               | Mestalla                  | 43.526           |
| Real Valladolid                  | Valladolid             | José Zorrilla             | 15.394           |
| Real Zaragoza Club Deportivo     | Zaragoza               | La Romareda               | 28.760           |

## Sistema de competición
La Primera División de España 1994-1995 fue organizada por la Liga Nacional de Fútbol Profesional (LFP).
Como en temporadas precedentes, constaba de un grupo único integrado por veinte clubes de toda la geografía española. Siguiendo un sistema de liga, los veinte equipos se enfrentaron todos contra todos en dos ocasiones -una en campo propio y otra en campo contrario- sumando un total de 38 jornadas. El orden de los encuentros se decidió por sorteo antes de empezar la competición.
La clasificación final se estableció con arreglo a los puntos obtenidos en cada enfrentamiento, a razón de dos por partido ganado, uno por empatado y ninguno en caso de derrota. Los mecanismos para desempatar la clasificación, si al finalizar el campeonato dos equipos igualaban a puntos, fueron los siguientes:
1. El que tuviera una mayor diferencia entre goles a favor y en contra en los enfrentamientos entre ambos.
2. Si persiste el empate, el que tuviera la mayor la diferencia de goles a favor y en contra en todos los encuentros del campeonato.

En caso de empate a puntos entre tres o más clubes, los sucesivos mecanismos de desempate previstos por el reglamento fueron los siguientes: 
1. La mejor puntuación de la que a cada uno corresponda a tenor de los resultados de los partidos jugados entre sí por los clubes implicados.
2. La mayor diferencia de goles a favor y en contra, considerando únicamente los partidos jugados entre sí por los clubes implicados.
3. La mayor diferencia de goles a favor y en contra teniendo en cuenta todos los encuentros del campeonato.
4. El mayor número de goles a favor teniendo en cuenta todos los encuentros del campeonato.

### Efectos de la clasificación
El equipo que más puntos sumó al final del campeonato fue proclamado campeón de liga y obtuvo el derecho automático a participar en la siguiente edición de la Liga de Campeones de la UEFA. Por su parte, el campeón de la Copa del Rey se clasificó para disputar la siguiente edición de la Recopa de Europa.
Los cuatro equipos mejor clasificados, pero que no accedieron a la Liga de Campeones ni a la Recopa, obtuvieron una plaza para disputar la próxima edición de la Copa de la UEFA.
Los dos últimos clasificados de la Primera División 1992-1993 descendieron a Segunda División, siendo reemplazados la próxima temporada por el campeón y el subcampeón de dicha categoría. Por su parte, los clasificados en los puestos 17.º y 18.º disputaron una promoción de permanencia con el tercer y cuarto clasificado de Segunda.

## Clasificación
| Pos. | Equipo                    | Pts. | PJ | G  | E  | P  | GF | GC | Dif. | Clasificación                                |
| ---- | ------------------------- | ---- | -- | -- | -- | -- | -- | -- | ---- | -------------------------------------------- |
| 1    | Real Madrid C. F. (C)     | 55   | 38 | 23 | 9  | 6  | 76 | 29 | +47  | Clasifica a la Liga de Campeones de la UEFA  |
| 2    | R. C. Deportivo La Coruña | 51   | 38 | 20 | 11 | 7  | 68 | 32 | +36  | Clasifica a la Recopa de Europa              |
| 3    | Real Betis                | 46   | 38 | 15 | 16 | 7  | 46 | 25 | +21  | Clasifica a la Copa de la UEFA               |
| 4    | F. C. Barcelona           | 46   | 38 | 18 | 10 | 10 | 60 | 45 | +15  | Clasifica a la Copa de la UEFA               |
| 5    | Sevilla F. C.             | 43   | 38 | 16 | 11 | 11 | 55 | 41 | +14  | Clasifica a la Copa de la UEFA               |
| 6    | R. C. D. Español          | 43   | 38 | 14 | 15 | 9  | 51 | 35 | +16  |                                              |
| 7    | Real Zaragoza             | 43   | 38 | 18 | 7  | 13 | 56 | 51 | +5   | Clasifica a la Recopa de Europa              |
| 8    | Athletic Club             | 42   | 38 | 16 | 10 | 12 | 39 | 42 | −3   |                                              |
| 9    | Real Oviedo C. F.         | 39   | 38 | 13 | 13 | 12 | 45 | 42 | +3   |                                              |
| 10   | Valencia C. F.            | 38   | 38 | 13 | 12 | 13 | 53 | 48 | +5   |                                              |
| 11   | Real Sociedad             | 38   | 38 | 12 | 14 | 12 | 56 | 44 | +12  |                                              |
| 12   | Racing de Santander       | 36   | 38 | 13 | 10 | 15 | 42 | 47 | −5   |                                              |
| 13   | R. C. Celta de Vigo       | 36   | 38 | 11 | 14 | 13 | 36 | 48 | −12  |                                              |
| 14   | Atlético de Madrid        | 35   | 38 | 13 | 9  | 16 | 56 | 54 | +2   |                                              |
| 15   | C. D. Tenerife            | 35   | 38 | 13 | 9  | 16 | 57 | 57 | 0    |                                              |
| 16   | S. D. Compostela          | 34   | 38 | 11 | 12 | 15 | 44 | 56 | −12  |                                              |
| 17   | Albacete Balompié         | 34   | 38 | 10 | 14 | 14 | 44 | 61 | −17  | Mantiene la Permanencia                      |
| 18   | Sporting de Gijón         | 28   | 38 | 8  | 12 | 18 | 42 | 67 | −25  | Promoción de permanencia en Primera División |
| 19   | Real Valladolid           | 25   | 38 | 8  | 9  | 21 | 25 | 63 | −38  | Mantiene la Permanencia                      |
| 20   | C. D. Logroñés (D)        | 13   | 38 | 2  | 9  | 27 | 15 | 79 | −64  | Descenso a Segunda División                  |

 Fuente: BDFutbol
Criterios de clasificación: Puntos · Diferencia de goles · Goles a favor · Play-off
Notas:
1. ↑  El Real Zaragoza se clasificó para la Recopa de Europa por ser el vigente campeón del torneo.
2. 1 2  Una vez finalizada la temporada fue repescado por la ampliación de la Primera División a 22 equipos para la próxima temporada.

### Evolución de la clasificación
| Equipo / Jornada | 1  | 2  | 3  | 4  | 5  | 6  | 7  | 8  | 9  | 10 | 11 | 12 | 13 | 14 | 15 | 16 | 17 | 18 | 19 | 20 | 21 | 22 | 23 | 24 | 25 | 26 | 27 | 28 | 29 | 30 | 31 | 32 | 33 | 34 | 35 | 36 | 37 | 38 |
| Equipo / Jornada |    |    |    |    |    |    |    |    |    |    |    |    |    |    |    |    |    |    |    |    |    |    |    |    |    |    |    |    |    |    |    |    |    |    |    |    |    |    |
| ---------------- | -- | -- | -- | -- | -- | -- | -- | -- | -- | -- | -- | -- | -- | -- | -- | -- | -- | -- | -- | -- | -- | -- | -- | -- | -- | -- | -- | -- | -- | -- | -- | -- | -- | -- | -- | -- | -- | -- |
| Real Madrid      | 1  | 2  | 3  | 1  | 3  | 2  | 1  | 2  | 3  | 3  | 2  | 1  | 1  | 1  | 1  | 1  | 1  | 1  | 1  | 1  | 1  | 1  | 1  | 1  | 1  | 1  | 1  | 1  | 1  | 1  | 1  | 1  | 1  | 1  | 1  | 1  | 1  | 1  |
| Deportivo        | 4  | 3  | 1  | 2  | 1  | 1  | 2  | 1  | 2  | 1  | 4  | 2  | 2  | 2  | 3  | 3  | 2  | 2  | 2  | 2  | 2  | 2  | 3  | 3  | 3  | 4  | 2  | 2  | 2  | 2  | 2  | 2  | 2  | 2  | 2  | 2  | 2  | 2  |
| Betis            | 11 | 4  | 7  | 5  | 6  | 3  | 4  | 6  | 6  | 5  | 5  | 6  | 5  | 6  | 6  | 6  | 5  | 5  | 5  | 4  | 5  | 4  | 5  | 4  | 4  | 3  | 5  | 4  | 5  | 5  | 4  | 4  | 3  | 3  | 5  | 4  | 3  | 3  |
| Barcelona        | 15 | 10 | 9  | 6  | 9  | 7  | 5  | 4  | 4  | 4  | 3  | 4  | 4  | 4  | 4  | 4  | 4  | 4  | 3  | 3  | 3  | 3  | 2  | 2  | 2  | 2  | 3  | 3  | 3  | 3  | 3  | 5  | 5  | 5  | 3  | 3  | 4  | 4  |
| Sevilla          | 20 | 12 | 6  | 9  | 11 | 12 | 11 | 13 | 10 | 8  | 9  | 8  | 7  | 8  | 7  | 8  | 6  | 8  | 6  | 8  | 9  | 6  | 10 | 8  | 6  | 6  | 6  | 7  | 7  | 6  | 6  | 6  | 6  | 4  | 6  | 5  | 6  | 5  |
| RCD Español      | 2  | 1  | 2  | 3  | 4  | 8  | 10 | 9  | 7  | 6  | 7  | 7  | 8  | 7  | 8  | 7  | 8  | 7  | 8  | 9  | 7  | 9  | 8  | 7  | 7  | 10 | 8  | 6  | 6  | 7  | 7  | 7  | 7  | 7  | 7  | 7  | 5  | 6  |
| Zaragoza         | 8  | 5  | 4  | 8  | 5  | 6  | 3  | 3  | 1  | 2  | 1  | 3  | 3  | 3  | 2  | 2  | 3  | 3  | 4  | 5  | 4  | 5  | 4  | 5  | 5  | 5  | 4  | 5  | 4  | 4  | 5  | 3  | 4  | 6  | 4  | 6  | 7  | 7  |
| Athletic Club    | 18 | 16 | 13 | 16 | 13 | 10 | 9  | 5  | 5  | 7  | 6  | 5  | 6  | 5  | 5  | 5  | 7  | 6  | 7  | 7  | 6  | 7  | 6  | 6  | 8  | 11 | 10 | 8  | 11 | 8  | 8  | 8  | 8  | 8  | 8  | 8  | 8  | 8  |
| Oviedo           | 17 | 14 | 18 | 11 | 15 | 17 | 19 | 18 | 15 | 15 | 14 | 14 | 13 | 15 | 14 | 15 | 14 | 14 | 13 | 12 | 12 | 12 | 11 | 9  | 10 | 7  | 9  | 10 | 10 | 10 | 10 | 9  | 9  | 9  | 9  | 10 | 9  | 9  |
| Valencia         | 3  | 7  | 5  | 4  | 2  | 5  | 8  | 10 | 9  | 9  | 10 | 10 | 11 | 11 | 11 | 13 | 13 | 13 | 11 | 11 | 11 | 11 | 9  | 12 | 9  | 9  | 11 | 11 | 9  | 11 | 9  | 10 | 10 | 10 | 11 | 11 | 11 | 10 |
| R. Sociedad      | 5  | 8  | 14 | 17 | 20 | 18 | 17 | 16 | 14 | 14 | 17 | 17 | 17 | 14 | 13 | 12 | 12 | 12 | 10 | 10 | 10 | 10 | 12 | 10 | 12 | 13 | 12 | 12 | 12 | 12 | 12 | 13 | 12 | 11 | 10 | 9  | 10 | 11 |
| Racing           | 12 | 13 | 17 | 20 | 18 | 19 | 18 | 19 | 19 | 18 | 15 | 15 | 16 | 19 | 17 | 14 | 18 | 17 | 19 | 18 | 17 | 18 | 16 | 17 | 16 | 14 | 13 | 13 | 13 | 14 | 16 | 16 | 16 | 16 | 15 | 15 | 14 | 12 |
| Celta            | 10 | 11 | 11 | 7  | 8  | 11 | 12 | 11 | 13 | 12 | 8  | 9  | 10 | 10 | 9  | 9  | 11 | 11 | 14 | 14 | 14 | 13 | 13 | 14 | 17 | 17 | 15 | 15 | 16 | 13 | 14 | 12 | 13 | 13 | 13 | 13 | 16 | 13 |
| At. Madrid       | 16 | 20 | 15 | 18 | 14 | 16 | 15 | 17 | 18 | 19 | 16 | 16 | 15 | 12 | 15 | 18 | 17 | 18 | 18 | 17 | 16 | 17 | 17 | 15 | 14 | 12 | 14 | 16 | 18 | 17 | 15 | 15 | 15 | 14 | 14 | 14 | 13 | 14 |
| Tenerife         | 7  | 6  | 8  | 10 | 7  | 4  | 6  | 7  | 8  | 11 | 12 | 13 | 12 | 13 | 10 | 11 | 9  | 9  | 9  | 6  | 8  | 8  | 7  | 11 | 11 | 8  | 7  | 9  | 8  | 9  | 11 | 11 | 11 | 12 | 12 | 12 | 12 | 15 |
| Compostela       | 19 | 15 | 12 | 14 | 16 | 14 | 13 | 14 | 11 | 10 | 11 | 11 | 9  | 9  | 12 | 10 | 10 | 10 | 12 | 13 | 13 | 14 | 15 | 16 | 15 | 16 | 17 | 14 | 14 | 15 | 13 | 14 | 14 | 15 | 16 | 16 | 17 | 16 |
| Albacete         | 9  | 18 | 16 | 12 | 10 | 13 | 16 | 12 | 16 | 16 | 18 | 18 | 18 | 16 | 18 | 16 | 15 | 15 | 15 | 15 | 15 | 15 | 14 | 13 | 13 | 15 | 16 | 17 | 15 | 18 | 18 | 17 | 17 | 17 | 17 | 17 | 15 | 17 |
| Sporting         | 6  | 9  | 10 | 15 | 12 | 9  | 7  | 8  | 12 | 13 | 13 | 12 | 14 | 17 | 16 | 17 | 16 | 16 | 16 | 19 | 18 | 19 | 18 | 18 | 18 | 18 | 18 | 18 | 17 | 16 | 17 | 18 | 18 | 18 | 18 | 18 | 18 | 18 |
| Valladolid       | 13 | 19 | 20 | 13 | 17 | 15 | 14 | 15 | 17 | 17 | 19 | 19 | 19 | 18 | 19 | 19 | 19 | 19 | 17 | 16 | 19 | 16 | 19 | 19 | 19 | 19 | 19 | 19 | 19 | 19 | 19 | 19 | 19 | 19 | 19 | 19 | 19 | 19 |
| Logroñés         | 14 | 17 | 19 | 19 | 19 | 20 | 20 | 20 | 20 | 20 | 20 | 20 | 20 | 20 | 20 | 20 | 20 | 20 | 20 | 20 | 20 | 20 | 20 | 20 | 20 | 20 | 20 | 20 | 20 | 20 | 20 | 20 | 20 | 20 | 20 | 20 | 20 | 20 |

### Promoción de permanencia
| Ida:         |     |                        |
| UE Lleida    | 2-2 | Real Sporting de Gijón |
| UD Salamanca | 0-2 | Albacete               |

| Vuelta:                |            |              |            |
| Real Sporting de Gijón | 3-2        | UE Lleida    | Global:5-4 |
| Albacete               | 0-5 (t.s.) | UD Salamanca | Global:2-5 |

## Resultados
| Local \ Visitante         | ALB | ATH | ATM | BAR | BET | CEL | COM | DEP | ESP | LOG | OVI | RAC | RMA | RSO | SEV | SPO | TEN | VAL | VLD | ZAR |
| ------------------------- | --- | --- | --- | --- | --- | --- | --- | --- | --- | --- | --- | --- | --- | --- | --- | --- | --- | --- | --- | --- |
| Albacete Balompié         | —   | 1–2 | 2–2 | 2–2 | 3–1 | 1–1 | 1–3 | 2–8 | 1–1 | 0–0 | 1–0 | 2–0 | 1–1 | 0–1 | 1–1 | 1–2 | 2–1 | 1–0 | 1–0 | 0–3 |
| Athletic Club             | 1–2 | —   | 3–1 | 0–2 | 1–0 | 1–1 | 1–0 | 0–2 | 1–3 | 1–0 | 1–0 | 2–0 | 1–1 | 0–0 | 0–2 | 2–0 | 3–2 | 2–1 | 1–1 | 1–0 |
| Atlético de Madrid        | 4–0 | 2–1 | —   | 2–0 | 0–2 | 0–2 | 1–1 | 1–1 | 3–1 | 3–0 | 3–3 | 0–1 | 0–2 | 2–1 | 2–2 | 3–2 | 3–1 | 2–4 | 6–0 | 2–0 |
| F. C. Barcelona           | 0–1 | 1–0 | 4–3 | —   | 1–1 | 1–1 | 4–0 | 1–1 | 3–0 | 3–0 | 1–0 | 2–1 | 1–0 | 1–1 | 0–1 | 3–1 | 1–0 | 0–0 | 4–1 | 3–0 |
| Real Betis                | 4–1 | 0–0 | 2–0 | 1–1 | —   | 1–1 | 1–0 | 0–0 | 3–1 | 1–0 | 0–0 | 2–0 | 0–0 | 0–0 | 2–1 | 5–0 | 3–0 | 1–1 | 1–2 | 0–1 |
| R. C. Celta de Vigo       | 0–0 | 1–1 | 1–0 | 2–4 | 0–2 | —   | 1–2 | 0–2 | 1–2 | 0–1 | 0–0 | 2–1 | 0–2 | 2–1 | 0–0 | 2–0 | 3–2 | 0–0 | 1–0 | 0–0 |
| S. D. Compostela          | 0–0 | 0–1 | 2–1 | 1–2 | 1–1 | 2–0 | —   | 0–1 | 1–1 | 2–0 | 1–1 | 2–1 | 1–1 | 0–2 | 0–4 | 3–2 | 2–0 | 1–1 | 1–0 | 3–2 |
| R. C. Deportivo La Coruña | 2–1 | 0–0 | 0–1 | 1–0 | 2–0 | 1–2 | 1–0 | —   | 1–1 | 5–0 | 2–2 | 3–0 | 0–0 | 3–1 | 5–1 | 2–1 | 4–1 | 3–1 | 4–0 | 3–3 |
| R. C. D. Español          | 5–1 | 3–1 | 2–0 | 0–0 | 0–0 | 0–0 | 2–0 | 1–0 | —   | 2–0 | 4–2 | 2–0 | 1–2 | 0–0 | 2–2 | 1–1 | 0–0 | 5–0 | 3–0 | 2–0 |
| C. D. Logroñés            | 1–1 | 0–1 | 0–0 | 1–4 | 0–0 | 0–3 | 0–4 | 0–1 | 1–1 | —   | 0–2 | 0–1 | 1–4 | 0–4 | 0–2 | 1–3 | 4–2 | 2–2 | 0–0 | 0–0 |
| Real Oviedo C. F.         | 1–3 | 1–1 | 1–0 | 0–0 | 0–0 | 2–2 | 2–2 | 2–0 | 3–0 | 1–0 | —   | 3–1 | 3–2 | 3–0 | 1–0 | 1–0 | 1–2 | 1–0 | 1–0 | 2–1 |
| Racing de Santander       | 2–1 | 0–2 | 0–0 | 5–0 | 0–0 | 2–0 | 2–2 | 1–2 | 0–0 | 3–0 | 2–0 | —   | 3–1 | 0–0 | 0–3 | 0–0 | 2–1 | 3–2 | 0–0 | 0–1 |
| Real Madrid C. F.         | 0–0 | 4–0 | 4–2 | 5–0 | 0–2 | 4–0 | 1–1 | 2–1 | 1–0 | 2–0 | 2–0 | 3–1 | —   | 0–0 | 2–0 | 4–0 | 4–2 | 3–1 | 1–0 | 3–0 |
| Real Sociedad             | 2–0 | 5–0 | 3–1 | 1–1 | 1–1 | 2–3 | 1–1 | 1–3 | 2–0 | 6–0 | 3–1 | 0–1 | 1–1 | —   | 0–0 | 2–2 | 5–2 | 0–2 | 3–0 | 1–2 |
| Sevilla F. C.             | 0–2 | 0–0 | 2–2 | 4–2 | 0–1 | 2–3 | 3–0 | 0–0 | 3–0 | 1–0 | 1–1 | 1–3 | 1–4 | 2–0 | —   | 5–1 | 1–2 | 1–1 | 1–0 | 2–1 |
| Sporting de Gijón         | 3–2 | 1–1 | 0–2 | 2–1 | 1–1 | 0–0 | 1–1 | 3–1 | 0–0 | 2–2 | 1–1 | 2–3 | 1–0 | 1–2 | 3–0 | —   | 1–1 | 1–0 | 1–3 | 1–3 |
| C. D. Tenerife            | 2–2 | 1–0 | 1–0 | 2–1 | 1–4 | 3–0 | 2–0 | 1–1 | 1–1 | 4–0 | 1–1 | 3–0 | 0–1 | 3–0 | 0–0 | 3–0 | —   | 1–2 | 0–0 | 2–0 |
| Valencia C. F.            | 3–3 | 3–1 | 0–0 | 1–2 | 2–1 | 1–0 | 4–1 | 1–2 | 0–0 | 3–0 | 1–0 | 1–1 | 1–2 | 4–2 | 0–1 | 0–0 | 2–1 | —   | 3–0 | 3–0 |
| Real Valladolid           | 1–1 | 0–1 | 0–1 | 1–3 | 0–2 | 1–1 | 2–0 | 0–0 | 0–4 | 2–1 | 2–1 | 1–1 | 0–5 | 1–1 | 0–4 | 2–0 | 1–4 | 2–0 | —   | 2–0 |
| Real Zaragoza             | 1–0 | 1–4 | 3–1 | 2–1 | 3–0 | 4–0 | 5–3 | 1–0 | 1–0 | 3–0 | 2–1 | 1–1 | 3–2 | 1–1 | 0–1 | 3–2 | 2–2 | 2–2 | 1–0 | —   |

## Máximos goleadores (Trofeo Pichichi)
Tras quedarse a la puertas la temporada 1992-1993, Iván Zamorano logró el trofeo del Diario Marca al máximo goleador del campeonato, en pugna con Meho Kodro.
| Pos. | Jugador            | Equipo                 | Goles |
| ---- | ------------------ | ---------------------- | ----- |
| 1.º  | Iván Zamorano      | Real Madrid            | 28    |
| 2.º  | Meho Kodro         | Real Sociedad          | 25    |
| 3.º  | Vladimir Gudelj    | Celta de Vigo          | 17    |
|      | Davor Šuker        | Sevilla FC             | 17    |
| 5.º  | Bebeto             | Deportivo de La Coruña | 16    |
|      | Juan Esnáider      | Real Zaragoza          | 16    |
| 7.º  | Juan Antonio Pizzi | CD Tenerife            | 15    |
| 8.º  | Carlos Muñoz       | Real Oviedo            | 14    |
|      | Ángel Cuéllar      | Real Betis             | 14    |
|      | Christopher Ohen   | SD Compostela          | 14    |

## Otros premios

### Trofeo Zamora
Tras cuatro años a la sombra de Paco Buyo en Real Madrid, Pedro Jaro se reivindicó en el Real Betis. Ganó el Zamora como portero menos goleado del campeonato, y fue uno de los puntales del equipo verdiblanco, que finalizó la liga en tercera posición.
Para optar al Trofeo Zamora fue necesario disputar 60 minutos en, como mínimo, 28 partidos.

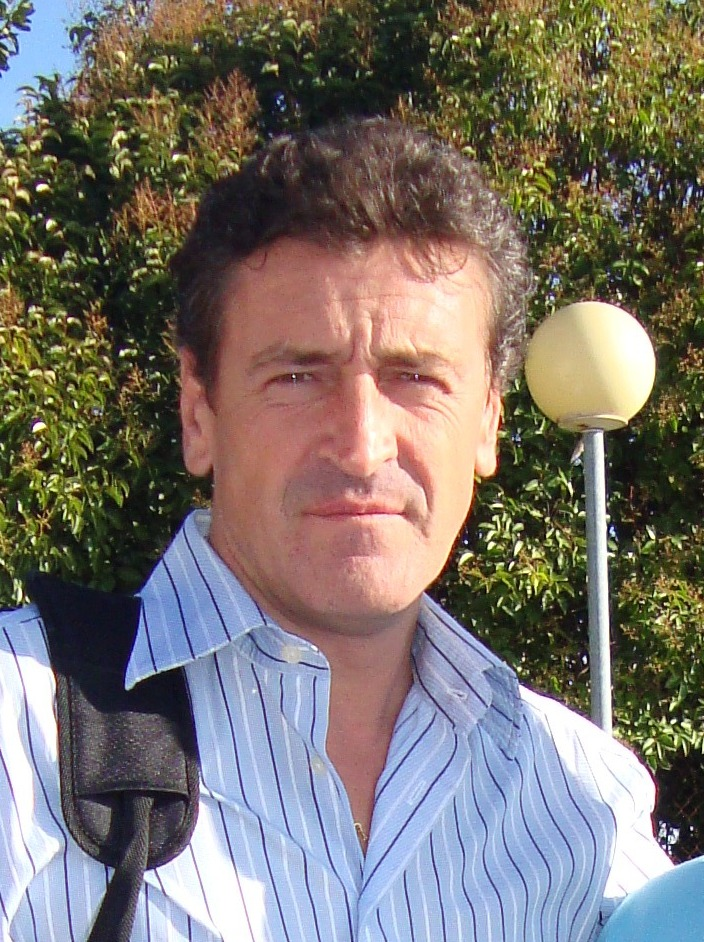
Pedro Jaro

| Pos | Jugador            | Equipo              | Goles | Partidos | Promedio |
| --- | ------------------ | ------------------- | ----- | -------- | -------- |
| 1.º | Pedro Jaro         | Real Betis          | 25    | 38       | 0,65     |
| 2.º | Francisco Buyo     | Real Madrid         | 29    | 37       | 0,78     |
| 3.º | Toni Jiménez       | RCD Español         | 35    | 37       | 0,92     |
| 4.º | Juan Carlos Unzué  | Sevilla FC          | 40    | 38       | 1,05     |
| 5.º | Juan José Valencia | Athletic Club       | 42    | 38       | 1,10     |
|     | Juan Luis Mora     | Real Oviedo         | 41    | 37       | 1,10     |
| 7.º | Carlos Busquets    | F. C. Barcelona     | 36    | 32       | 1,12     |
| 8.º | Alberto López      | Real Sociedad       | 44    | 38       | 1,15     |
| 9.º | José Ceballos      | Racing de Santander | 48    | 38       | 1,26     |
|     | Andoni Zubizarreta | Valencia CF         | 48    | 38       | 1,26     |

### Trofeo Guruceta
Antonio Jesús López Nieto se llevó, por segundo año consecutivo, el premio otorgado por el Diario Marca al mejor árbitro del torneo.
| Pos. | Árbitro (colegio)         | Cociente |
| ---- | ------------------------- | -------- |
| 1.º  | Antonio Jesús López Nieto | 1,42     |
| 2.º  | Manuel Díaz Vega          | 1,26     |
| 3.º  | Miguel Ángel Marín López  | 1,14     |

### Trofeo EFE
El chileno Iván Zamorano se convirtió en el primer jugador en ganar en dos ocasiones el Trofeo EFE como mejor futbolista iberoamericano.
| Pos. | Jugador           | Equipo                 | Puntos |
| ---- | ----------------- | ---------------------- | ------ |
| 1.º  | Iván Zamorano     | Real Madrid            | 249    |
| 2.º  | José Luis Zalazar | Albacete Balompié      | 220    |
| 3.º  | Donato            | Deportivo de La Coruña | 216    |
|      | Gustavo Poyet     | Real Zaragoza          | 216    |

### Once Fantástico Marca
El Diario Marca creó esta temporada los premios Once Fantástico como reconocimiento a los mejores jugadores del campeonato. Estos galardones se entregaron en una fiesta al término de la temporada, juntamente con los premios clásicos del periódico (Pichichi, Zamora, etc.).
- Mejor guardameta: Francisco Buyo (Real Madrid)
- Mejor defensa: Fernando Hierro (Real Madrid)
- Mejor centrocampista: Fran (Deportivo de La Coruña)
- Mejor delantero: Iván Zamorano (Real Madrid)
- Mejor extranjero:  Meho Kodro (Real Sociedad)
- Mejor jugador de la selección:  José Emilio Amavisca (Real Madrid)
- Jugador revelación de la selección: Raúl González (Real Madrid)
- Mejor entrenador:  Víctor Fernández (Real Zaragoza)
- Equipo revelación: Real Betis
- Mejor afición: Real Betis

### Premios Don Balón
- Mejor equipo:  Real Madrid
- Mejor jugador español:  José Emilio Amavisca (Real Madrid)
- Mejor jugador extranjero:  Iván Zamorano (Real Madrid)
- Mejor pasador:  José Luis Zalazar (Albacete Balompié)
- Mejor veterano: Francisco Buyo (Real Madrid)
- Jugador revelación: Raúl González (Real Madrid)
- Mejor entrenador: Víctor Fernández (Real Zaragoza) y Arsenio Iglesias (Deportivo de La Coruña)
- Mejor árbitro: Arturo Daudén Ibáñez
- Mejor directivo: Augusto César Lendoiro (Deportivo de La Coruña)